# Mark Buchanan
Mark Buchanan (* 31. Oktober 1961 in Cleveland, Ohio) ist ein US-amerikanischer Physiker und Autor. 
Er studierte Theoretische Physik an der University of Virginia, USA, an der er 1993 auch promovierte. Ab 1995 in 
Großbritannien lebend, war er als Wissenschaftsjournalist und Redakteur zunächst für die Zeitschrift Nature, anschließend für die populärwissenschaftlichen Zeitschrift New Scientist tätig. Er schreibt derzeit eine monatliche Kolumne für die Zeitschrift Nature Physics. 
Heute lebt Buchanan als freier Autor in der Normandie in Frankreich. Er veröffentlichte bisher vier Bücher. 
Er ist nicht mit dem gleichnamigen in Kanada lebenden und ebenfalls schriftstellerisch tätigen Pastor Mark Buchanan identisch.

## Werke (Auswahl)
- Das Sandkorn, das die Erde zum Beben bringt. Dem Gesetz der Katastrophen auf der Spur oder warum die Welt einfacher ist als wir denken („Ubiquity“). Campus-Verlag, Frankfurt/M. 2004, ISBN 3-593-37697-0.
- Small worlds. Das Universum ist zu klein für Zufälle („Nexus“). Campus-Verlag, Frankfurt/M. 2002, ISBN 3-593-36801-3.
- Warum die Reichen immer reicher werden und Ihr Nachbar so aussieht wie Sie. Neue Erkenntnisse aus der Sozialphysik („The social atom“). Campus-Verlag, Frankfurt/M. 2008, ISBN 978-3-593-38456-6.